# Samsung Galaxy A12
Il Samsung Galaxy A12 è uno smartphone prodotto da Samsung, facente parte della serie Samsung Galaxy A.

## Caratteristiche tecniche

### Hardware
Il Galaxy A12 è uno smartphone con form factor di tipo slate, le cui dimensioni sono di 164 × 75,8 × 8,9 millimetri e pesa 205 grammi. Il frame laterale ed il retro sono in plastica.
Il dispositivo è dotato di connettività GSM, HSPA, LTE, di Wi-Fi 802.11 b/g/n con supporto a Wi-Fi Direct ed hotspot, di Bluetooth 5.0 con A2DP ed LE, di GPS con A-GPS, BDS, GALILEO e GLONASS e di NFC (solo in alcuni mercati). Ha una porta USB-C 2.0 ed un ingresso per jack audio da 3,5 mm.
È dotato di schermo touchscreen capacitivo da 6,5 pollici di diagonale, di tipo LCD Infinity-V con aspect ratio 20:9, angoli arrotondati e risoluzione HD+ 720 × 1600 pixel (densità di 264 pixel per pollice). 
La batteria ai polimeri di litio da 5000 mAh supporta la ricarica rapida adattiva a 15 W e non è removibile dall'utente.
Il chipset è un MediaTek Helio P35 (MT6765). La memoria interna, di tipo eMMC 5.1, è di 32,  64 o 128 GB, mentre la RAM è di 3, 4 o 6 GB.
La fotocamera posteriore ha 4 sensori, uno principale da 48 Megapixel con apertura f/2.0, uno da 5 MP grandangolare, uno da 2 MP macro e uno da 2 MP di profondità, è dotata di autofocus, modalità HDR e flash LED, in grado di registrare al massimo video Full HD a 30 fotogrammi al secondo, mentre la fotocamera anteriore è da 8 MP e registra video in Full HD a 30 fps.

### Software
Il dispositivo è stato immesso sul mercato con Android 10 ed interfaccia personalizzata One UI Core 2.5.
Da maggio 2021 inizia a ricevere l'aggiornamento ad Android 11 con One UI Core 3.1.
Da agosto 2022 inizia a ricevere Android 12 con One UI Core 4.1, tuttavia, in numerosi mercati tale aggiornamento è arrivato con alcuni mesi di ritardo, dopo la fine dell'estate.

## Commercializzazione
Il dispositivo è stato presentato il 24 novembre 2020. È in vendita dal 21 dicembre successivo.

## Variante

### Galaxy A12 Nacho
Il Samsung Galaxy A12 Nacho è una versione leggermente modificata del Galaxy A12. Annunciato il 9 agosto 2021 e commercializzato dallo stesso giorno, presenta poche differenze: cambia il processore, sostituito da un Samsung Exynos 850 con CPU Octa-core (4x 2 GHz Cortex-A55 + 4x 2 GHz Cortex-A55), la GPU, una Mali-G52, e il sistema operativo, che è Android 11 con One UI Core 3.1.
Nel corso del 2022 è stato aggiornato ad Android 12 con One UI Core 4.1 e successivamente nel 2023 ad Android 13 con One UI Core 5.1